# Космолошка доба
Космолошка доба су кратак преглед догађаја који су се догодили и који ће се догодити у Свемиру по ономе што знамо. Ова временска скала нема претензију да замени друге, детаљније чланке, као што је временска скала Великог праска, већ жели да представља почетну тачку за оне који желе наћи више података о томе како се Свемир развија и како изгледа да ће се развијати.
Иако је временска скала илустрована и детаљна, могуће је да има грешака. Време за свако наредно космолошко доба и космолошку еру експоненцијално расте како Свемир постаје старији. Примордијално доба се довршило за 300.000 година од рођења Свемира. Прошло је 13.700.000.000 година од Великог праска до данас, што је еквивалентно трајању 46.000 Примордијалних доба. До времена када већина јата звезда дођу до свог краја и Ера распада започне Свемир ће имати 100.000.000.000.000 година. То је око 7.000 пута више него што је Свемир данас стар. За 1040 година сва материја која није у црним рупама пратвориће се у фотонске гама зраке кроз распадање протона, што означава крај Ере распада и почетак Ере црне рупе. То означава доба 700.000.000.000.000.000.000.000 старије него што је Свемир данас (а то је конзервативна процена, пошто би време протоновог полу-распада могло бити дуже од 1036 година).

## Велики прасак и стварање материје
Основни чланак: Временска скала Великог праска

### Примордијално доба- године: 0-300.000

#### Планкова епоха: 10-43секунде
Свемир, у који спадају време, простор, и све остало, започиње догађајем званим Велики Прасак пре 13.7 ± 0,2 милијарди година. Податак који тачно одређује тачку у времену када је свемир створен и његову приближну старост добијен је од НАСЕ, путем Вилкинсонове Неизотропне Сонде, енг. скр. (WMAP). Још више додатних помоћних података, између осталог, долази са орбиталног телескопа Хабл, енгл. Hubble. Најранија тачка времена коју научници теоретски могу да одреде је Планкова Епоха, или 10-43 секунде после Великог Праска, па се стога ово доба у ствари назива Ера Великог Праска. Овај тренутак, премда одредив, недовољно је разумљив, јер се врло тешко може открити шта се дешава са гравитацијом уз тако снажне енергије у тако малим просторним опсезима. Теорија Великог Уједињавања је пројекат са циљем одређивања теоретске конструкције за квантну гравитацију и теорију влакана.

#### Епоха Ширења/Развлачења: 10-37секунди
Свемир је подвргнут хипер-развлачењу, при чему је ширење веома убрзано.

#### Епоха Великог уједињавања: 10-35секунди
Четири Космичке Силе међусобно се разилазе; гравитација, јака нуклеарна сила, слаба нуклеарна сила, и електромагнетна сила. Свемир започиње са Силом Великог Уједињавања, која се онда раздваја на гравитацију и електронуклеарну силу. Ова сила се преобраћује у јаку нуклеарну силу и слабу електро силу.

#### Епоха слабе-електро силе: 10-12секунди
Напослетку, слаба електро сила раздваја се на слабу нуклеарну и електромагнетну силу.

#### Епоха лептона: 1 секунда
Водоникова језгра почињу да настају, а такође и процес нуклеарне фузије, пошто све више елемената, као што је хелијум, почињу да се образују.

#### Епоха синтезе језгара: 3 минута
Свемир је превише хладан за било какву нуклеарну активност, и у овој тачки настанка свемир се састоји од отприлике 75% водоника, 25% хелијума и у траговима деутеријума, литијума, берилијума, и бора. Тежи елементи немају времена да се образују пре завршетка нуклеарних реакција.

#### Епоха поновне јонизације: 300,000 година
Светлосна енергија из првобитног ширења Свемира развлачи се и слаби до тачке када материја коначно добија на утицају (ово је најшире прихваћено као крај ере Великог Праска). Телескопима се не може допрети тако далеко у прошлост Свемира, пошто дејонизација водоника чини да „празан простор“ буде непрозиран за светлост за већину таласних дужина. Уместо тога, научници су принуђени да користе убрзивач честица и теоријску физику за индиректно извођење доказа. Најупечатљивији доказ који научници могу да измере из Великог Праска је позадинско космичко микроталасно зрачење које је равномерно распрострањено кроз целокупан Свемир. Научници су мишљења да је ово позадинско зрачење у ствари снимак раног Свемира и пружа најбољи доказ стварању материје током раних епоха.

## Информације о звездама и галаксијама

### Звездана ера - од 106до 1014година

#### Епоха Доминације материје: 500,000 година
Језгро хидрогена хвата електроне, формирајући тако прве атоме. До сада је Универзум створио сву материју. Резултујући водоник и хелијум се бећ скупља креирајући праисконске галаксије. Тиме се завршава епоха великог праска и почиње звездана епоха која траје до данашњег дана.

#### Епоха формирања галаксија/звезда: између 100.000.000 и 1.000,000.000 година
Почиње формирање првих сазрелих галаксија и квазара. Дешава се рејонизација језгра водоника, што омогућава космосу да буде прозиран за светло услед радијације која преплављује међугалактички простор. Ово је тачка до које оптички телескопи могу да гледају унатраг у време.

#### Садашњост: 13,700.000.000 година
Зврздана ера космоса наставља се до данашњег дана, а галаксије и звезде настављају да настају и да умиру, иако се најактивнији период космоса већ десио у прошлости.

#### Крај Звездане ере: 100,000,000.000.000 година
Звезде и галаксије временом престају са формирањем, остављајући само најстарије звезде које временом сагоревају. Престаје синтеза тешких елемената услед престанка фузије, а материја прелази у процес споре и неизбежне деструкције услед разлагања протона. Сва материја се у том тренутку налази у облацима гаса или компактним телима (онима који не емитују светлост, планете, црне рупе итд.). Види још Формирање и еволуција галаксија за више података о овоме.

## Краткорочна будућност космоса - различити сценарији

### Велико цепање
Овај сценарио је могућ једина ако се тамна енергија повећава током времена како се космос шири. Ово је врло неизвесно зато што се мало тога зна о тамној енергији и питање је да ли она варира током времена у тој мери да изазове цепање изнутра сваког атома у космосу. Укратко, ова теорија говори да после протока довољно времена не одлазе само галаксије једне од других, већ и звезде, планете и коначно атоми и језгра, пошто тамна енергија неизбежно преузима силе које држе ове ствари заједно.

### Топлотна смрт космоса
Овај сценарио је могућ само ако космос постигне или стално стање или сталну експанзију. Овде је имплицирано да тамна енергија не преузима друге силе у микро-размери услед нарастања космоса, али то не значи да се космос неће ширити. Могуће је да ће се ширити спорије него у претходном сценарију. После осматрања експлозије супернове од телескопа Хабл, сматра се да тамна енергија преузима снаге које управљају судбном космоса и проузрокује убрзавање експанзије. Није познато шта је заправо ова сила и да ли постоји као реална појава. Овај сценарио сматра се највероватнијим.

### Велико смрскавање
Овај сценарио је могућ ако је тамна енергија на крају у немогућности да превлада гравитацију између галаксија, што неминовно доводи до колапса космоса. Подаци добијени посматрањем не потврђују ову теорију иако је тамна енергија још увек неистражена. Даља судбина после евентуалног смрскавања такође није јасна, пошто није могуће рећи шта ће бити после краја времена. Даља разматрања би била у домену религије, метафизике или филозофије.

## Дугорочна будућност

### Доба дегенерације - од 1014до 1040година

#### Престанак формирања галаксија и звезда: 1014година
Престанак формирања звезда, што доводи до дуготрајног разлагања материје. Водонично гориво коришћено за фузију звезда временом нестаје, што оставља материју у космосу у компактном стању, у следећим објектима:
- Планете и планетоиди (овде спадају астероди, комете, итд.)
- Бели патуљци
- Неутронске звезде
- Кварк звезде
- Црне рупе

Некада светлећа тела као звезде хладе се и гасе, временом достижући исту температуру као позадинска радијација космоса.

#### Планете се лансирају из орбита: 1015година
Током времена, орбите планета мешају се са другим масама или постају хаотичне услед поремећаја у гравитацији.

#### Звезде излазе из орбита: 1016година
Исто се дешава звездама и њиховим остацима у галаксијама, што оставља углавном расуте остатке звезда и супермасивне црне рупе.

#### Око 1/2 протона се разлажу: 1036година
Ако су ове процене тачне, једна половина све слободно-плутајуће материје у космосу је претворено у гама зрачење услед разлагања протона.

#### Разлагање свих протона: 1040година
Ако су процене полу-живота протона тачне, онда су ове честице до сада доживеле 10.000 полуживота. То значи да је број протона до тада преполовљен до сада 10.000 пута. Када се узме у обзир број протона, ово би значило да би број преосталих протона у космосу био далеко мањи од један. Практично, сва материја се налази у једином телу у космосу имуном на разлагање протона: црним рупама.

### Доба црних рупа - од 1040година до 10100година

#### Доминација црних рупа: 1040година
Црне рупе настављају да нестају услед Хокинг радијација, али овај процес је врло спор. Прво нестају мале, потом средње па супермасивне које временом постају фотони.

#### Дезинтеграција црних рупа: 10100година
Мало ако иједна црна рупа преостаје; практично сва материја претворена је у фотоне.

## Коначна судбина космоса

### Доба фотона - од 10150година до далеке будућности

#### Космос долази у стање ниске енергије: 101000година и даље
Космос долази у стање екстремно ниске енергије. Шта се дешава после овога је у домену спекулација. Могуће је да дође до великог смрскавања или да космос остане у овом стању заувек, у стању топлотне смрти. Овакво стање имплицира да локални квантни догађаји постају велики макро-догађаји, тако да није могуће рећи шта се дешава са простором и временом у овој ери.